# چبنی
چِبِنی (به مجاری:  Csebény) یک منطقهٔ مسکونی در مجارستان است که در ناحیه سیگت‌وار واقع شده‌است. چبنی ۹۵ نفر جمعیت دارد.